# Edward Leung
 (août 2017).
Le contenu est difficilement compréhensible vu les erreurs de traduction, qui sont peut-être dues à l'utilisation d'un logiciel de traduction automatique.
Pour les articles homonymes, voir Leung.

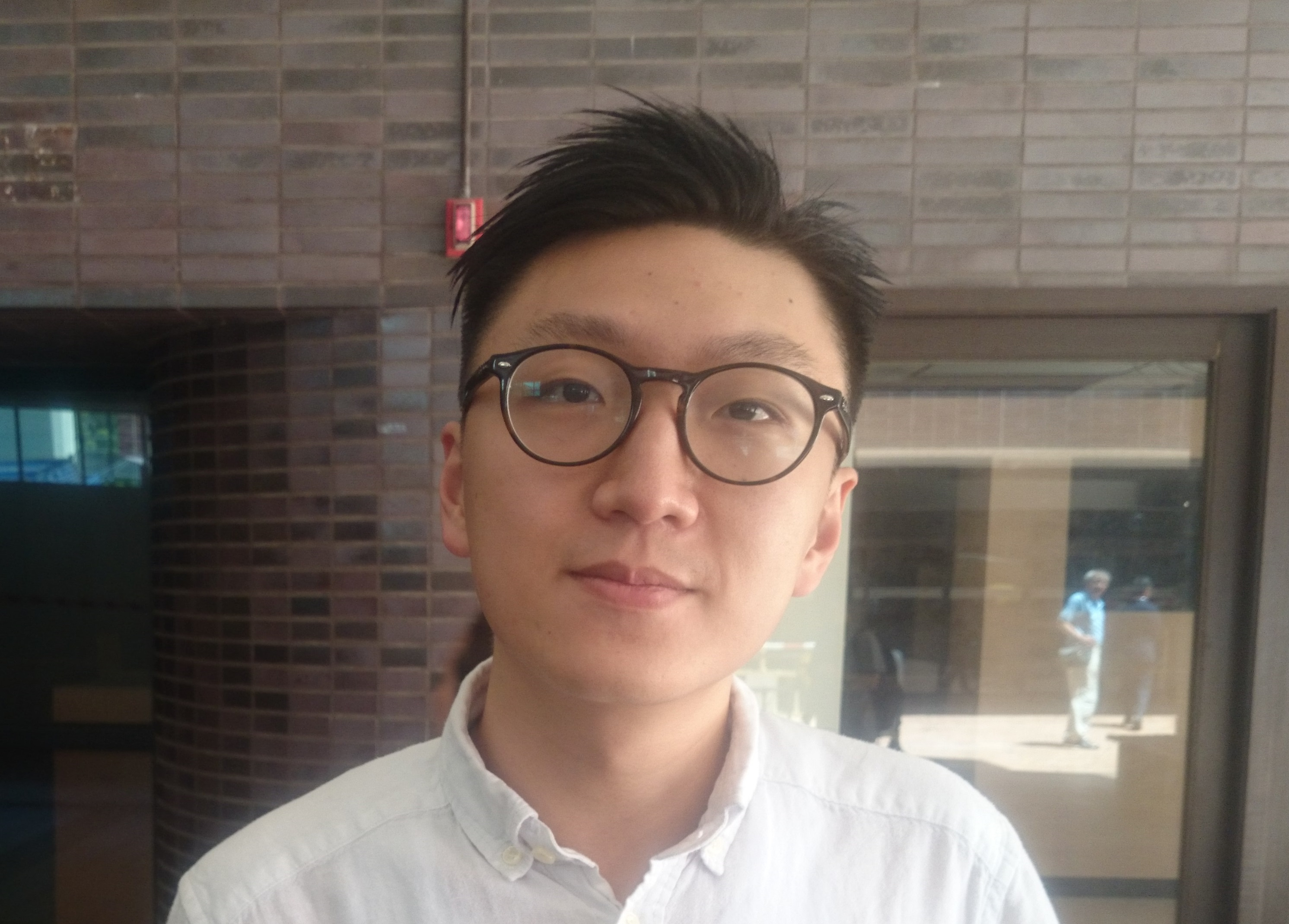
Edward Leung en 2017.

Edward Leung Tin-kei (en cantonais : 梁天琦), né le 2 juin 1991, est un militant localiste de Hong Kong. Il est le porte-parole de Hong Kong Indigenous, un groupe localiste. Il a pris un rôle de premier plan et a été arrêté lors des troubles civils de Mong Kok en 2016. Il a concouru dans les élections partielles de New-Territories East de 2016 où il a obtenu plus de 66 000 voix. Cinq mois plus tard, il a été empêché de concourir aux élections du Conseil législatif de Hong Kong de 2016 du fait de prises de positions passées en faveur de l'indépendance de Hong Kong.
En 2019, Time Magazine l'a inclus dans leur liste TIME "100 Next".

## Biographie
Leung est né en Chine continentale et a déménagé à Hong Kong avec sa mère quand il avait environ un an. Il est étudiant à l'Université de Hong Kong, spécialisé en philosophie avec un mineur en politique et en administration publique. Avant cela, il a suivi l'enseignement secondaire au collège catholique Shung Tak dans le district de Yuen Long, district dans lequel il réside encore.
Il est le porte-parole de Hong Kong Indigenous, un groupe localiste formé au début de 2015. Il avait déclaré qu'il croyait au droit de l'autodétermination des peuples de Hong Kong pour l'indépendance. En janvier 2015, il a représenté le groupe lors de l'élection partielle des New Territories East pour le Conseil législatif de Hong Kong et a été approuvé par Youngspiration, un autre groupe localiste.
Le 9 février 2016, trois semaines avant l'élection, Leung a été remarqué par les médias internationaux après avoir été arrêté par la police lors de la révolution des boulettes de poisson à Mong Kok, après que le groupe Hong Kong Indigenous a appelé les gens à venir dans la rue en défense des colporteurs ambulants non autorisés par les inspecteurs du Département de l'hygiène alimentaire et de l'environnement. La confrontation s'est ensuite transformée en violents affrontements entre la police et les manifestants. Leung et environ 20 membres et des volontaires du groupe ont été arrêtés,.
À l'élection, il a reçu 66 544 voix, soit environ 15 % du total des votes, derrière Alvin Yeung et Holden Chow. Le résultat, meilleur que prévu, était considéré comme une grande impulsion pour la cause localiste.

### Interdiction de se présenter à l'élection du Conseil législatif 2016
Leung avait l'intention de se présenter à nouveau lors de l'élection du Conseil législatif de 2016, mais a été empêché par la nouvelle mesure électorale de la Commission des affaires électorales (EAC) qui obligeait tous les candidats à signer un « formulaire de candidature » supplémentaire pour déclarer leur reconnaissance que Hong Kong était une partie inaliénable de la Chine, comme stipulé dans la loi fondamentale de Hong Kong. Leung a déclaré qu'il ne signerait pas le formulaire et demanderait un contrôle judiciaire. Après que le tribunal a refusé d'entendre immédiatement les examens judiciaires, Leung a décidé de signer le formulaire de confirmation. Auparavant, la directrice du scrutin de l'EAC, Cora Ho Lai-sheung, a envoyé à Leung un courrier électronique lui demandant s'il défendait toujours l'indépendance de Hong Kong, bien qu'il ait signé la forme originale pour s'engager à respecter la Loi fondamentale.
Le 2 août, Leung a reçu un courriel de Ho disant à Leung que sa candidature était « invalidée » sur la base des publications de Leung sur Facebook, les coupures de presse et les transcriptions susmentionnées de ses remarques lors des conférences de presse et a déclaré que bien que Leung ait signé les formulaires, elle ne croyait pas qu'il ait « véritablement changé sa position antérieure au sujet l'indépendance »,,.
En juin 2018, Edward Leung est condamné à six ans de prison pour sa participation à la révolution des boulettes de poisson. Deux autres manifestants ont été condamnés à 7 ans et 3 ans et demi de prison.